# Calomyscus baluchi
Calomyscus baluchi é uma espécie de roedor da família Calomyscidae.
Pode ser encontrada no Afeganistão e Paquistão.